# James Mark Baldwin
James Mark Baldwin (Columbia, 12 gennaio 1861 – Parigi, 8 novembre 1934) è stato uno psicologo statunitense.

## Biografia
Studiò a Berlino con Friedrich Paulsen e a Lipsia con Wilhelm Wundt. Insegnò lingue all'università dell'Illinois, ottenne poi il dottorato in filosofia all'università di Princeton nel 1889. Docente all'università di Princeton dal 1893 al 1903 e all'Università Johns Hopkins dal 1903 al 1909, diresse il Dizionario di filosofia e psicologia dal 1901 al 1905. Si trasferì poi in Messico, dove ebbe l'incarico di organizzare l'istituzione dell'Università Nazionale e infine a Parigi, dove insegnò all'École des hautes études en sciences sociales.
Seguace di Francis Galton, applicò la genetica alla psicologia. Nel 1915 pubblicò Teoria genetica della realtà, la sua opera più celebre.
Alle sue teorie si ispirarono grandi psicologi europei tra cui Janet, Piaget e Vygotskij.

## Pensiero
Divise lo sviluppo umano in 4 stadi: pre-logico, quasi-logico, logico e iper-logico.
La sua più celebre teoria riguarda l'adattamento all'ambiente che avviene in due momenti: assimilazione, formazione di abitudini sulla base dell'integrazione degli elementi esterni in schemi, e accomodamento, formazione di nuovi comportamenti. Secondo il principio della selezione organica, gli individui meglio adattati all'ambiente tramite gli accomodamenti sviluppati nella loro ontogenesi sopravvivono più a lungo e riproducendosi danno luogo a una discendenza in cui è conservata la loro modalità di adattamento individuale; questo prende il nome di effetto Baldwin.